# Cut (okręg Neamț)
Cut – wieś w Rumunii, w okręgu Neamț, w gminie Dumbrava Roșie. W 2011 roku liczyła 2214 mieszkańców.